# Acafellas
Acafellas is de derde aflevering van de Amerikaanse televisieserie Glee, die op 16 september 2009 in de Verenigde Staten voor het eerst door FOX werd uitgezonden. Ze werd geregisseerd door John Scott en geschreven door bedenker van de serie Ryan Murphy. In deze aflevering begint Will Schuester (Matthew Morrison) een geheel mannelijke a-capellagroep, de Acafellas. Omdat hij veel tijd wijdt aan zijn nieuwe groep verwaarloost hij de Glee-club, waardoor de leden gedwongen worden een nieuwe leider te zoeken. Mercedes (Amber Riley) heeft romantische gevoelens voor Kurt (Chris Colfer), die homoseksueel is. De aflevering werd bekeken door 6,69 miljoen Amerikaanse huishoudens. De Nederlandse uitzending bij RTL 5 werd gekeken door 522.000 Nederlandse huishoudens.
Zanger Josh Groban speelt een gastrol als zichzelf, John Lloyd Young verschijnt als houtbewerking leraar Henri St. Pierre, en Victor Garber en Debra Monk spelen Wills ouders. De aflevering bevat covers van zeven nummers, waaronder een instrumentale versie van "La Camisa Negra" uitgevoerd op gitaar door Mark Salling. Studio-opnames van twee van de uitgevoerde nummers werden uitgebracht als singles, beschikbaar als digitale download, en twee van de nummers verschenen op het album Glee: The Music, Volume 1.

## Verhaallijn
Wanneer Rachel (Lea Michele) Wills choreografievaardigheden tijdens een Glee-clubbijeenkomst betwijfelt, vormt hij een a-capellagroep met enkel mannen, de Acafellas, om vertrouwen op te bouwen. De groep bestaat oorspronkelijk uit Will, voetbalcoach Ken Tanaka (Patrick Gallagher), houtbewerkingleraar Henri St. Pierre (John Lloyd Young) en Howard Bamboo (Kent Avenido), een collega van Wills vrouw Terri (Jessalyn Gilsig). Na hun eerste optreden haken Henri en Howard af en Will vervangt ze door Glee-clublid Finn (Cory Monteith) en voetbalspeler Puck (Mark Salling). Voormalig Glee-clubleider Sandy Ryerson (Stephen Tobolowsky) komt ook bij de groep, en heeft geregeld dat zanger Josh Groban bij hun eerstvolgende optreden zal zijn. Hoewel de ster de groep complimenteert met hun vertolking van "I Wanna Sex You Up", vertelt hij dat hij het optreden alleen bezocht om Sandy te vragen te stoppen met hem te stalken.
Tijdens de afwezigheid van Will huurt de Glee-club Dakota Stanley (Whit Hertford), een bekende choreograaf, in om hen te coachen voor nationals. Cheerleaders Quinn (Dianna Agron), Santana (Naya Rivera) en Brittany (Heather Morris) hopen dat de beruchte ruwe Stanley een aantal leden van de club verzoekt te stoppen, wat goed zal zijn voor hun plan om de club te saboteren. Hoewel Stanley erg kritisch is ten opzichte van de club overtuigt Rachel hem dat de verschillen tussen de leden hen iets unieks geeft.
De cheerleaders laten Mercedes geloven dat Kurt gevoelens voor haar heeft, waardoor hij haar pijn doet als hij haar afwijst. Mercedes denkt dat hij gevoelens heeft voor Rachel en is boos op Kurt. Mercedes breekt de voorruit van zijn auto en zingt "Bust Your Windows". Later bekent hij haar dat hij homo is, en de twee maken het goed. Cheerleadercoach Sue Sylvester (Jane Lynch) is boos omdat de club nu sterker is dan ooit, en straft Quinn en Santana. Quinn slaat terug door Sue te bedanken voor het feit dat ze nu beseft dat geloven in jezelf beter is dan andere mensen omlaag proberen te brengen. Will beseft dat onderwijzen zijn passie is en niet het optreden en keert terug naar de Glee Club.

## Muziek
- "For He's a Jolly Good Fellow"
- "This Is How We Do It"
- "Poison"
- "Mercy"
- "Bust Your Windows"
- "La Camisa Negra"
- "I Wanna Sex You Up"